# Helmut Richter (Archivar)
Helmut Richter (* 1944) ist ein deutscher Bibliothekar, Archivar und Museumsleiter.

## Leben
Nach der Promotion 1972 an der Universität Erlangen zum Dr. phil. bei Arno Borst leitete er von 1978 bis 1984 das Stadtarchiv und Stadtmuseum Erlangen. Von 1983 bis 2007 war er Leiter des Stadtarchivs, der Stadtbibliothek, des Stadtmuseums und der Städtischen Sammlungen Fürth. 

## Schriften (Auswahl)
- (Hrsg.): Cluny. Beiträge zu Gestalt und Wirkung der Cluniazensischen Reform. Darmstadt 1975, ISBN 3-534-04664-1.
- Erlangen in alten Ansichtskarten. Frankfurt am Main 1979, ISBN 3-88189-079-3.
- (Hrsg.): Landschaften, Städte, Dichtungen, Gesichter. Bilder und Graphiken von Anton Watzl. Stadtmuseum Erlangen, 25.10.1981–22.11.1981. Erlangen 1981, OCLC 74507677.
- mit Werner Jockusch und Johann Fuchs: 150 Jahre Nahverkehr in Fürth. Eine Dokumentation. Fürth 1985, OCLC 837804648.